# Telemedia (Hongrie)
Pour les articles homonymes, voir Telemedia.
 (août 2014).
Telemedia InteracTV est leader dans la production d'émissions de call-tv. Elle produit plus de 80 heures de call-tv par jour pour 40 pays.

## Description
Telemedia est immatriculée à La Valette, 136 St Christopher street, VLT 05, à Malte. Le siège social de Telemedia InteracTV se situe à 20-22 Böszörményi ùt à Budapest,
Telemedia se définit comme « The world’s largest producer of live, interactive gameshows ».
Telemedia a produit et diffusé pour le compte de RTL9 et AB3 (Belgique) l'émission L'Appel gagnant.
Fin novembre 2006, RTL9 a cessé de diffuser L'Appel gagnant et 1,2,3 Quiz à la suite des nombreuses réclamations introduites auprès du CNP, l'émission ayant pris une forte connotation érotique.
Telemedia a donc perdu son contrat avec le groupe AB et avec son dernier client français, la chaîne JET qui a préféré délocaliser ses jeux en Belgique ou les produire en interne.
L'équipe de + Clair de Canal+ a diffusé en septembre 2007 un reportage sur Telemedia InteracTV, temple de la call-tv.
À partir du 1er avril 2009, Telemedia InteracTV a récupéré la production de la version belge de L'Appel gagnant diffusée sur AB4 jusqu'à 2010.
Fin 2010, L'Appel gagnant a été retiré des grilles de la chaîne AB4 à la suite des nombreuses réclamations importantes reçues par la Commission des jeux de hasard et à la parution de l'étude du Crioc intitulée Appel gagnant ? Appel perdant !.
Telemedia InteracTV a été sanctionnée en Hongrie d'une amende de 25 millions de FT pour avoir diffusé de la call-tv sans avoir de licence. En 2012, Telemedia InteracTV s'est reconvertie dans la production d'émission de voyance en direct au travers de sa filiale Eso TV.
Eso TV diffusait ses émissions de voyance en direct en Hongrie, Slovénie, Bulgarie, Tchéquie et en Suisse alémanique, soit 822 heures par mois. Le siège d'Eso Tv repris dans les règlements est ESO TV Ltd, Tower Gate Place, Tal-Qroqq Street, MSD1703 Msida, Malte et la comptabilité est opérée depuis les Iles Vierges britanniques.
La Libre Belgique a publié le 23 février 2012 un article sur Eso Tv et Telemedia. On y apprend qu'une enquête est finalement ouverte par la Cour suprême roumaine à l’encontre de Törocsik Jeno, le PDG de Telemedia, pour évasion fiscale, estimant qu’1,3 million d’euros des bénéfices auraient été subtilisés au fisc via la Suisse et qu'il aurait floué les téléspectateurs roumains de 25 millions de lei. On y apprend aussi que les animatrices sont rémunérées 50 euros par émission, sans bulletin de salaire et en espèces ou virement bancaire depuis un compte maltais.
Le 6 mars 2012, l'émission suisse de la chaîne SF a diffusé un reportage à charge sur Eso TV intitulé Lügen und Abzocke rund um die Uhr qui dénonçait les pratiques de Telemedia InteracTV au travers d'émissions de voyance.
En 11 août 2014, Telemedia InteracTV produit différentes émissions dans les pays suivants :
- Bulgarie : Eso TV (émission de voyance en direct) sur la chaîne Diema family[10] à 00h45[11]
- République tchèque : Sexy výhra (émission de call-tv à connotation érotique)[12] n'est plus diffusée depuis le 31 juillet 2014; Kviz[13] (call-tv) n'est plus diffusée depuis début août.

Par contre, Ezo TV (émission de voyance) est toujours diffusée sur la chaîne Active TV
En mai 2014, Telemedia InteracTV et la chaîne slovaque Markiza (mais que l’on peut
capter en Tchéquie) ont écopé d’une amende de 438 000 couronnes tchèques pour avoir diffusé en 2013 à plusieurs reprises des jeux aux solutions impossibles à trouver, décision de la cour suprême tchèque et de la RRTV (Conseil supérieur de l’audiovisuel tchèque).
- Finlande : Tieda ja voita (call-tv) à 10h50 sur la chaîne Nelonen 4[17] et sur la chaîne JIM[18] à 12h10, En juillet 2013, une animatrice s'en est pris en direct à la régie du fait de la complexité du jeu et cela a été relayé dans la presse du pays[19].
  - Onnensoitto[20] (call-tv) sur la chaîne MTV3[21] et sur une autre chaîne appartenant MTV3, la chaîne Sub.
  - Astral TV[22](émission de voyance) est diffusée sur la chaîne Sub de 7 h 45 à 10 h du matin.
- Grèce : Quiz make-r[23](call-tv) sur la chaîne MakedoniaTV[24],[25], Super game (call-tv) sur la chaîne Ant1[26] et ΒΡΕΣ ΤΟ ΚΑΙ ΚΕΡΔΙΣΕ! sur la chaine ART[27]
- Russie : Быстрый и Умный était diffusée sur la chaîne 8tv[28] jusqu'à fin juillet. Dans le règlement, on y apprend que Telemedia InteracTV Production Home Ltd.» (Company

No: HE 147566)  Arch. Makariou III, 199 - Neocleous House. P.C. 3030, Limassol, Chypre produit l'émission, alors que pour les autres jeux, il s'agit de Telemedia InteracTV immatriculée à La Valette - Malte.
Sur le site de l'organisme chypriote chargé de l'enregistrement des entreprises, on retrouve effectivement bien Telemedia InternacTV Production Home, immatriculée depuis 21 avril 2004 à Chypre
- Slovaquie : Sexy vyhra[30](émission de call-tv à connotation érotique diffusée à 1 heure du matin)sur la chaîne Dajto[31],[32] et le jeu de call-tv Eurominuty[33] sur la chaîne JojPlus.
- Slovénie : Srečni klic[34](émission de call-tv) diffusée sur la chaîne Kanal A
- Suisse romande : People magazine était diffusé sur la chaîne TVM3 jusqu'au 28 juillet 2014 et présenté par Lise Kerverdo qui fut animatrice de L'Appel gagnant.

Sacré jeu est toujours diffusé de 22 h à minuit et présenté par Anadelle ou Lise Kerverdo sur TVM3.
- Suisse alémanique : Telemedia produit Eso TV[36] qui est diffusé de 6 h du matin à 16 h sur la chaîne Programm 3 et Quizexpress![37] sur la chaîne 4+[38].

Quizexpress! était diffusée sur la chaîne Star TV depuis novembre 2013 jusqu'à fin juillet 2014.
Le 20 juillet 2014, l'homme politique, Ulrich Giezendanner, membre de l'UDC, s'en est pris vivement aux émissions de call-tv dans les tribunes du Tages Anzeiger. Il souhaite faire interdire ce type d'émissions en Suisse.
- Canada : Telemedia InteracTV produit deux émissions de call-tv :
  - L'Instant gagnant[42]  est diffusé sur la chaîne V depuis février 2012.

En décembre 2012, le Conseil Canadien des normes de la radiotélévision a reconnu le chaîne V avait enfreint enfreint l'article 12 du code de déontologie à plusieurs reprises.
- - L'émission de call-tv Play TV[44] était diffusée sur la chaîne Telelatino - TLN.
- Iran : l'émission de call-tv ايزه بزرگ est diffusée sur la chaîne Movie 1 depuis début août 2014.